# 福岡インターチェンジ (富山県)
福岡インターチェンジ（ふくおかインターチェンジ）は、富山県高岡市（旧・福岡町）の能越自動車道（高岡砺波道路）上にあるインターチェンジである。

## 歴史
- 1996年（平成8年）3月28日 : 小矢部砺波JCT - 福岡IC間開通に伴い供用開始。
- 2000年（平成12年）7月19日 : 福岡IC - 高岡IC間開通。
- 2018年（平成30年）6月20日 : 福岡本線料金所廃止により、当ICを含む小矢部東IC - 高岡IC間が実質無料となる[1]。

## 道路
- E41 能越自動車道（高岡砺波道路）(2番)

## 接続する道路
- 国道8号

## 周辺
- 木舟城址
- 稲葉山牧場
- 富山県立福岡高等学校
- ミュゼふくおかカメラ館
- 雅楽の館
- 三井アウトレットパーク北陸小矢部
- 桜町縄文遺跡
- 道の駅メルヘンおやべ
- 小矢部市街（七尾・氷見・高岡方面からの場合小矢部東ICや北陸自動車道の小矢部ICよりも近い）

## 隣
E41 能越自動車道（高岡砺波道路）
(1)小矢部東IC - (2)福岡IC - 福岡PA - (3)高岡IC